# 檀一平太
檀 一平太（だん いっぺいた、1969年7月14日 - ）は、日本の研究者（脳科学）。中央大学理工学部教授。

## 来歴
1969年東京都練馬区生まれ。東京都立富士高等学校を経て、1993年国際基督教大学教養学部理学科卒業。1999年東京大学大学院総合文化研究科博士課程中退。日本学術振興会特別研究員、科学技術振興事業団研究員、健康食品会社営業員等を経て、食品総合研究所に入所。PD、研究員、主任研究員、自治医科大学医学部先端医療技術開発センター准教授を経て、2013年4月より中央大学理工学部人間総合理工学科教授。
キャリア初期の専門分野は分子生物学。その後、脳科学と食品科学の融合分野の開拓に従事し、現在の主な研究テーマは、 光脳機能イメージング法の空間解析手法の開発、および心理統計学による食生活QOL（クオリティ・オブ・ライフ）の解析等。2007年に味覚記憶の脳機能イメージング研究により安藤百福賞発明発見奨励賞受賞。

## 家族・親族
- 祖父：檀一雄（小説家）
- 父：檀太郎（CMディレクター、エッセイスト）
- 叔母：檀ふみ（女優）